# Episodi di Chante! (seconda stagione)
La seconda stagione della serie televisiva Chante! è stata trasmessa in Francia sul canale France 2. 
In Italia è stata trasmessa in anteprima a pagamento, tutti i giorni feriali dal 18 giugno 2010 al 5 luglio 2010 sul canale Mya, con due episodi al giorno, mentre in chiaro è stata proposta a luglio 2010 sul canale Italia 1 che l'ha sospesa a pochi episodi dal termine per via dei bassi ascolti; la stagione è successivamente tornata in replica dal 12 ottobre 2010 su La 5 che ha proposto, in chiaro, anche gli episodi non trasmessi su Italia 1.
| nº | Titolo originale              | Titolo italiano             | Prima TV Francia | Prima TV Italia |
| -- | ----------------------------- | --------------------------- | ---------------- | --------------- |
| 1  | Un nouveau départ             | Una seconda occasione       | 10 ottobre 2009  | 18 giugno 2010  |
| 2  | Une intégration difficile     | L'integrazione difficile    | 10 ottobre 2009  | 18 giugno 2010  |
| 3  | Partenaire particulier?       | Tina perde la pazienza      | -                | 19 giugno 2010  |
| 4  | Rendez-vous manqué            | Appuntamento mancato        | -                | 19 giugno 2010  |
| 5  | Frictions                     | Discussioni                 | -                | 21 giugno 2010  |
| 6  | Groupies                      | Ammiratori agguerriti       | -                | 21 giugno 2010  |
| 7  | Des chaînes aux pieds         | Incatenati                  | -                | 22 giugno 2010  |
| 8  | Pas de répit pour l'épidémie  | Nessuna tregua all'epidemia | -                | 22 giugno 2010  |
| 9  | Masculin féminin              | Questione di fiducia        | -                | 23 giugno 2010  |
| 10 | Les bonnes intentions         | Le buone intenzioni         | -                | 23 giugno 2010  |
| 11 | Comment j'en suis arrivée là? | Colpa dell'amore            | -                | 24 giugno 2010  |
| 12 | Nouvelle donne                | Selezione decisiva          | -                | 24 giugno 2010  |
| 13 | Vraies identités              | Rivelazioni                 | -                | 25 giugno 2010  |
| 14 | Pas de pitié                  | Senza pietà                 | -                | 25 giugno 2010  |
| 15 | La tête de l'emploi           | Nel momento giusto          | -                | 28 giugno 2010  |
| 16 | Chacun pour soi               | Ognuno per sé               | -                | 28 giugno 2010  |
| 17 | Le dindon de la farce         | L'amore è cieco             | -                | 29 giugno 2010  |
| 18 | Iznogoud mood                 | Dolce vendetta              | -                | 29 giugno 2010  |
| 19 | Atout coeur                   | Gli spogliarellisti         | -                | 30 giugno 2010  |
| 20 | La rançon de la gloire        | Il prezzo della gloria      | -                | 30 giugno 2010  |
| 21 | Workaholic? Késako?           | Troppa pressione fa male    | -                | 1º luglio 2010  |
| 22 | Electrochocs                  | Stimoli                     | -                | 1º luglio 2010  |
| 23 | Une question de moral(e)      | Questione di motivazione    | -                | 2 luglio 2010   |
| 24 | Bas les masques               | Giù le maschere             | -                | 2 luglio 2010   |
| 25 | H-24                          | Tutte sotto pressione       | -                | 5 luglio 2010   |
| 26 | Le temps de la vérité         | Il momento della verità     | -                | 5 luglio 2010   |